# Présidence de Harry S. Truman
33e président des États-Unis
Présidence de Franklin Delano Roosevelt Présidence de Dwight D. Eisenhower
La présidence de Harry S. Truman débuta le 12 avril 1945, date de l'investiture de Harry S. Truman en tant que 33e président des États-Unis consécutivement au décès de son prédécesseur Franklin Delano Roosevelt, et prit fin le 20 janvier 1953. Membre du Parti démocrate, Truman était vice-président des États-Unis depuis seulement 82 jours lorsqu'il accéda à la fonction suprême. Il se présenta par la suite pour un mandat complet de quatre ans à l'élection présidentielle de 1948 et l'emporta. Bien que n'étant pas concerné par le 22e amendement de la Constitution qui venait d'être ratifié et qui empêchait le président d'effectuer plus de deux mandats, il renonça à se représenter à l'élection présidentielle de 1952 et fut remplacé par le républicain Dwight D. Eisenhower.
Sous la présidence de Truman, les États-Unis menèrent une politique étrangère engagée sur le plan international, renonçant ainsi à l'isolationnisme. Durant la première année de son mandat, Truman approuva les bombardements atomiques d'Hiroshima et de Nagasaki et reçut peu après la capitulation du Japon, ce qui mit fin à la Seconde Guerre mondiale. Après la fin du conflit, il contribua entre autres à la création de l'Organisation des Nations unies. Cependant, les relations avec l'Union soviétique se détériorèrent à partir de 1945, et l'année 1947 vit un accroissement des tensions géopolitiques entre les deux pays qui marqua le début de la guerre froide. La même année, le président américain promulgua la doctrine Truman qui se donnait pour objectif d'empêcher l'expansion du communisme à travers le monde. En 1948, il persuada le Congrès de voter le plan Marshall, une aide matérielle et financière massive à destination des pays d'Europe de l'Ouest ravagés par la guerre. L'année suivante, il présida également à la naissance de l'OTAN qui rassemblait les pays occidentaux hostiles à l'URSS.
Sur le plan intérieur, Truman mit en œuvre une politique ambitieuse baptisée le Fair Deal, mais la plupart de ses initiatives furent bloquées par une coalition formée de républicains et de démocrates sudistes conservateurs. Les élections législatives de 1946 donnèrent aux républicains la majorité au Congrès après les nombreuses grèves de l'hiver 1945-1946 ; Truman mit son veto à la loi Taft-Hartley mais le Congrès, dominé par la coalition conservatrice, passa outre. En dépit de ces difficultés, Truman perpétua de nombreux programmes hérités du New Deal et imposa un certain nombre de décisions majeures, comme la loi sur le logement de 1949. Il prit fermement position sur la question des droits civiques en favorisant l'intégration des Noirs au sein de l'armée. Sous son mandat, les États-Unis furent secoués par une « peur rouge » engendrée par la crainte de l'espionnage soviétique. Truman dénonça ceux qui accusaient faussement des citoyens de sympathie pour l'URSS mais limogea dans le même temps des fonctionnaires de gauche qui refusaient de désavouer le communisme.
Lorsque la Corée du Nord d'obédience communiste envahit la Corée du Sud en 1950, Truman envoya des troupes américaines sur place afin d'empêcher l'effondrement de ce dernier pays. Après des succès initiaux, la guerre se transforma néanmoins en impasse, une situation qui perdura jusqu'à la fin de la présidence de Truman. Au moment de quitter ses fonctions, celui-ci battait des records d'impopularité et Eisenhower fit campagne en 1952 sur ce qu'il pensait être les principaux échecs de Truman : « Corée, communisme et corruption ». Truman continua cependant d'être tenu en haute estime par les universitaires et sa réputation au sein de l'opinion publique s'améliora largement dans les années 1960. Il est aujourd'hui considéré par les historiens et les politologues comme l'un des dix plus grands présidents de l'histoire américaine.

## Accession à la présidence

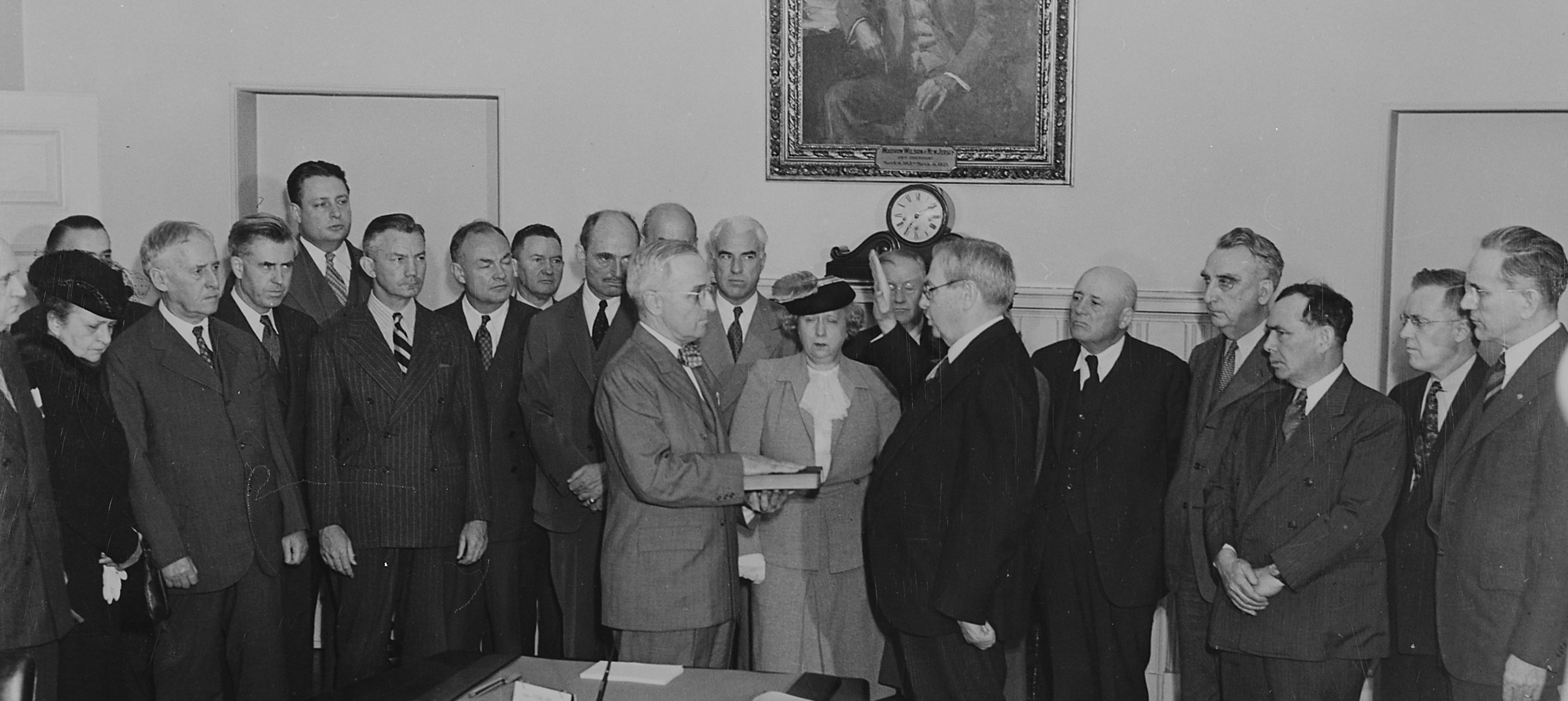
Harry S. Truman prêtant le serment présidentiel à la Maison-Blanche, le 12 avril 1945, en présence des membres du cabinet Roosevelt.

Élu sénateur du Missouri en 1934, Harry S. Truman acquit une notoriété nationale durant la Seconde Guerre mondiale en présidant un comité chargé d'enquêter sur les abus de la production en temps de guerre,. Alors que le conflit se poursuivait, le président Franklin D. Roosevelt se présenta pour un quatrième mandat lors de l'élection présidentielle de 1944. Le choix du colistier revêtait une importance particulière : Roosevelt hésitait entre Henry Wallace, son vice-président en fonction, et James F. Byrnes, mais le premier était peu apprécié des démocrates conservateurs tandis que le second était en froid avec les progressistes et bon nombre de catholiques. À la demande des chefs du parti, Roosevelt accepta finalement de désigner Truman qui était une personnalité consensuelle. Ce dernier fut officiellement investi comme candidat à la vice-présidence lors de la convention nationale démocrate de 1944.
Le scrutin général se solda par une confortable victoire des démocrates, qui conservèrent tout à la fois la présidence et leur majorité dans les deux chambres du Congrès. Truman fut assermenté en tant que vice-président des États-Unis le 20 janvier 1945. Le 12 avril, en début de soirée, il fut convoqué de toute urgence à la Maison-Blanche où la Première dame Eleanor Roosevelt l'informa de la mort du président. La première inquiétude de Truman fut pour Eleanor : il lui demanda s'il pouvait faire quelque chose pour elle, ce à quoi elle répondit : « est-ce que je peux faire quelque chose pour vous ? Vous êtes celui en difficulté maintenant ! » Truman prêta le serment présidentiel peu de temps après cette entrevue. Le lendemain de sa prise de fonction, il déclara à des journalistes : « les gars, si vous priez, priez pour moi. Je ne sais pas si une botte de foin vous est déjà tombée dessus mais lorsqu'ils m'ont dit ce qui est arrivé hier, j'ai eu l'impression que la Lune, les étoiles et toutes les planètes s'étaient écroulées sur moi ».

## Composition du gouvernement
Lors de sa prise de fonction, Truman demanda à tous les membres de l'administration Roosevelt de rester en place, mais à la fin de l'année 1946, un seul ministre du précédent gouvernement, le secrétaire à la Marine James Forrestal, était toujours en poste. Fred M. Vinson, qui avait succédé à Henry Morgenthau comme secrétaire au Trésor en juillet 1945, fut nommé à la Cour suprême l'année suivante et fut remplacé par John W. Snyder. Truman se débarrassa assez rapidement du secrétaire d'État Edward Stettinius Jr. au profit de James F. Byrnes, qui était surnommé le « président adjoint » du temps de Roosevelt ; Byrnes se discrédita toutefois aux yeux de Truman en raison de son attitude conciliante à l'égard de l'URSS dans les derniers mois de l'année 1945. Son successeur, à partir de janvier 1947, fut le général George Marshall, qui s'affirma, aux côtés du sous-secrétaire d'État Dean Acheson et d'un groupe de conseillers baptisés The Wise Men (« les hommes sages »), comme l'un des principaux architectes de la politique étrangère d'après-guerre.
Forrestal fut le premier secrétaire à la Défense à la création de ce département en 1947, avec autorité sur toutes les branches des forces armées des États-Unis. Il fut toutefois contraint de démissionner en 1949 pour raisons de santé et fut remplacé successivement par Louis A. Johnson, Marshall et enfin Robert A. Lovett. La même année, Acheson succéda à Marshall au poste de secrétaire d'État et ce jusqu'à la fin de la présidence de Truman. Ce dernier avait pris soin de nommer au sein de son cabinet un certain nombre de ses amis proches, dont les capacités se révélèrent parfois très inférieures à leur tâche ; parmi ces individus figuraient Vinson, Snyder et l'aide de camp Harry H. Vaughan,. En dehors du cabinet, Clark Clifford et John R. Steelman furent aussi des conseillers particulièrement influents.
Truman n'eut pas de vice-président au cours de son premier mandat (3 ans et 253 jours), car aucune disposition dans la loi ne permettait alors de combler une vacance de la vice-présidence. Dans ce contexte, l'individu le plus haut placé dans la ligne de succession présidentielle était le secrétaire d'État. Le protocole fut toutefois modifié avec l'adoption, en juillet 1947, du Presidential Succession Act qui donnait la préséance au speaker de la Chambre des représentants. À différents moments du premier mandat de Truman, les secrétaires d'État Stettinius, Byrnes et Marshall puis les speakers Joseph Martin et Sam Rayburn furent les mieux placés pour succéder à Truman en cas de démission ou d'empêchement de celui-ci. Lors de l'élection présidentielle de 1948, Truman choisit pour colistier le sénateur du Kentucky Alben W. Barkley. Ce dernier servit en qualité de vice-président pendant toute la durée du second mandat de Truman et fut convié par le président aux réunions du cabinet.

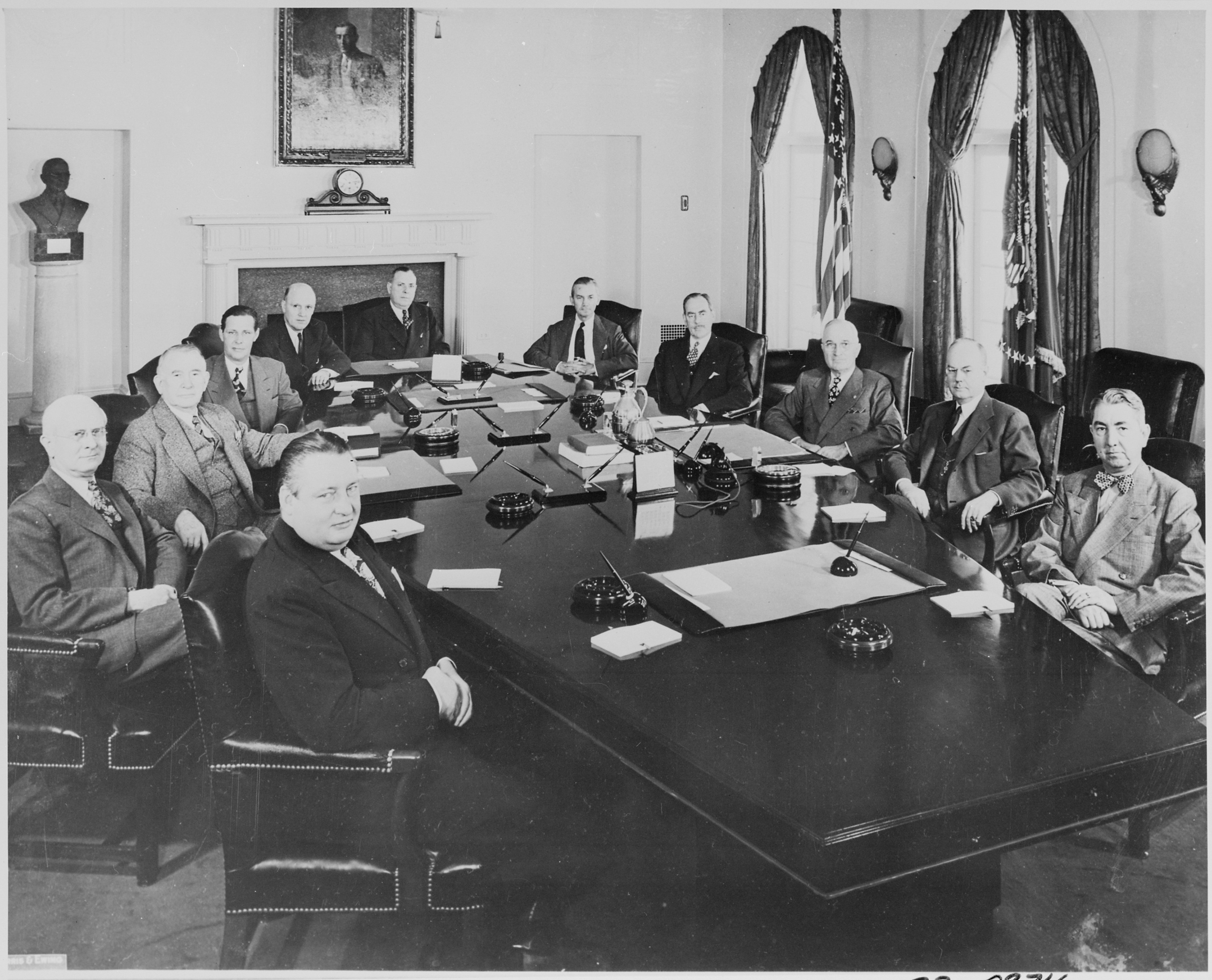
Le cabinet Truman en février 1949. De gauche à droite, dans le sens des aiguilles d'une montre : le secrétaire à l'Intérieur Julius Krug, le secrétaire au Commerce Charles W. Sawyer, le vice-président Alben Barkley, le secrétaire au Travail Maurice J. Tobin, le secrétaire à l'Agriculture Charles F. Brannan, le ministre des Postes Jesse M. Donaldson, le secrétaire à la Défense James Forrestal, le secrétaire d'État Dean Acheson, le président Truman, le secrétaire au Trésor John W. Snyder et le procureur général Tom Clark.

## Nominations judiciaires
Truman nomma quatre juges à la Cour suprême des États-Unis. Après le départ à la retraite d'Owen Roberts en 1945, le président choisit pour le remplacer le sénateur républicain de l'Ohio, Harold Hitz Burton. Roberts était le dernier juge de la Cour à ne pas avoir été nommé par Roosevelt ou à ne pas avoir été choisi par lui pour le poste de juge en chef ; aussi Truman considérait-il important de proposer un républicain pour prendre la suite de Roberts. À la mort du juge en chef Harlan F. Stone en avril 1946, il jeta son dévolu sur le secrétaire au Trésor Fred M. Vinson pour succéder à Stone. Deux nouvelles vacances se produisirent en 1949 avec les morts de William Francis Murphy et de Wiley B. Rutledge : Truman proposa alors les noms du procureur général Tom Clark et du juge d'appel fédéral Sherman Minton qui furent approuvés par le Congrès. Vinson servit pendant sept ans avant de mourir à son tour en 1953 tandis que Minton démissionna en 1956 ; Burton siégea à la Cour jusqu'en 1958 et vota souvent avec le bloc conservateur mené par Felix Frankfurter ; quant à Clark, qui ne quitta ses fonctions qu'en 1967, ses votes tantôt alignés sur les positions des conservateurs tantôt favorables aux idées progressistes jouèrent un rôle important dans les arrêts rendus par la Cour. Truman nomma par ailleurs 27 juges aux cours d'appel fédérales et 101 juges aux cours fédérales de district.

## Fin de la Seconde Guerre mondiale
En avril 1945, les puissances alliées, menées par les États-Unis, le Royaume-Uni et l'Union soviétique, étaient sur le point de battre militairement l'Allemagne, mais la situation était loin d'être aussi nette dans le Pacifique où le Japon demeurait un adversaire redoutable. En tant que vice-président, Truman avait été tenu dans l'ignorance de certaines initiatives liées à la guerre comme le projet Manhattan, destiné à produire la première bombe nucléaire,. Même s'il avait été rapidement informé dans l'après-midi du 12 avril que les Alliés disposaient d'une nouvelle arme extrêmement puissante, le secrétaire à la Guerre Stimson ne lui exposa les détails que le 25 avril. L'Allemagne capitula le 8 mai 1945 ce qui mit fin à la guerre en Europe. L'attention de Truman se tourna alors vers le Pacifique où il espérait en finir au plus vite avec le Japon.

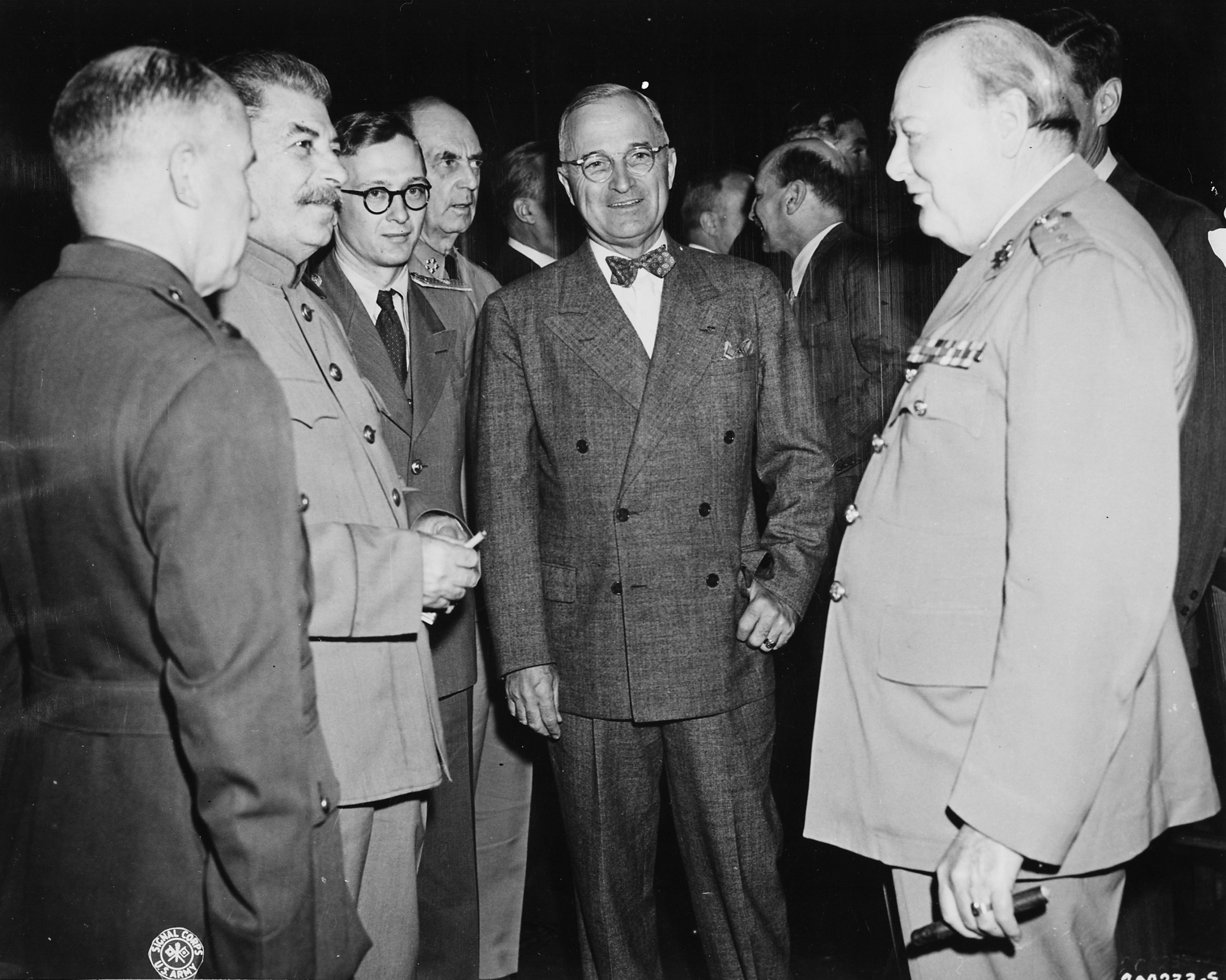
Joseph Staline, Harry S. Truman et Winston Churchill à Potsdam en juillet 1945.

Alors que la fin des hostilités s'approchait à grands pas, Truman se rendit en Europe pour la conférence de Potsdam afin de s'y entretenir avec le dirigeant soviétique Joseph Staline et le Premier ministre britannique Winston Churchill. Plusieurs décisions importantes furent prises à l'issue de cette rencontre, en particulier la division de l'Allemagne en quatre zones d'occupation, le recul de la frontière allemande jusqu'à la ligne Oder-Neisse, la reconnaissance du nouveau gouvernement polonais soutenu par les Soviétiques et la partition du Viêt Nam à hauteur du 16e parallèle. L'URSS accepta en outre de déclencher une offensive contre la province japonaise de Mandchourie. Alors qu'il se trouvait à Potsdam, Truman apprit que l'essai Trinity de la première arme nucléaire le 16 juillet avait été couronné de succès. Il indiqua à Staline que les États-Unis étaient sur le point d'utiliser un nouveau type d'arme contre les Japonais. Même si c'était la première fois que les Soviétiques étaient officiellement informés de l'existence de la bombe atomique, Staline était déjà au courant du projet Manhattan grâce à l'espionnage avant même que Truman ne le soit.

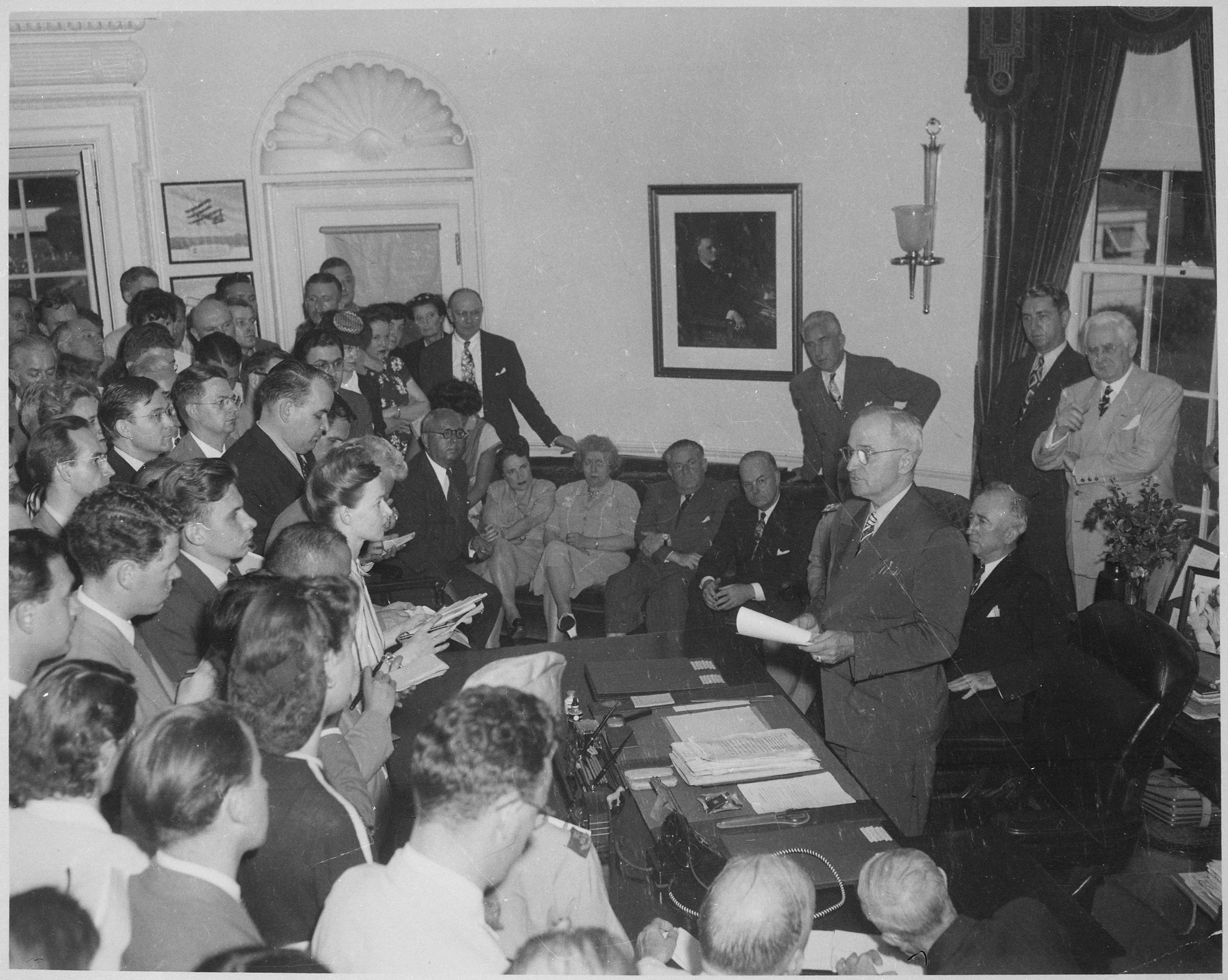
Truman annonçant la capitulation du Japon le 14 août 1945.

En août 1945, le gouvernement japonais ignora les clauses de reddition formulées dans la déclaration de Potsdam. Soutenu par la majeure partie de son gouvernement, Truman approuva alors le bombardement atomique planifié des villes japonaises d'Hiroshima et Nagasaki. La première bombe sur Hiroshima fut larguée le 6 août et la seconde sur Nagasaki trois jours plus tard, tuant sur le coup 135 000 Japonais tandis que 130 000 moururent dans les cinq années suivantes des effets des radiations et de diverses complications liées à la bombe. Après l'invasion de la Mandchourie par l'Union soviétique, le Japon se déclara prêt à capituler le 10 août en échange du maintien de l'empereur Hirohito ; à l'issue d'un débat en interne, l'administration Truman accepta les termes de la reddition japonaise qui fut effective le 2 septembre 1945.
La décision de larguer la bombe atomique sur Hiroshima et Nagasaki souleva d'importantes controverses. Les défenseurs de la bombe ont avancé que, étant donné la défense japonaise acharnée des îles périphériques, les bombardements atomiques ont sauvé des centaines de milliers de vies qui auraient été perdues lors d'une invasion du Japon. Après son départ de la Maison-Blanche, Truman déclara à un journaliste que le recours à la bombe avait eu pour objectif « de sauver les vies de 125 000 jeunes du côté américain et de 125 000 autres du côté japonais, et c'est ce qu'elle a fait. Il est également probable qu'elle a empêché un demi-million de jeunes des deux camps d'être mutilés à vie ». La décision de Truman fut en outre motivée par son désir de terminer la guerre avant l'invasion de territoires japonais par les Soviétiques et l'installation de gouvernements communistes. D'autres observateurs ont affirmé que l'usage d'armes nucléaires était inutile et profondément immoral.

## Politique étrangère
Fait inédit en temps de paix dans l'histoire américaine, la politique étrangère relégua les affaires intérieures au second plan sous la présidence de Truman. Entre 1945 et 1953, les États-Unis accédèrent en effet au statut de superpuissance mondiale et jouèrent un rôle moteur dans la reconfiguration du monde d'après-guerre. Dans le contexte de la guerre froide, une nouvelle doctrine de défense, dépassant de loin le cadre du territoire national, vit le jour tandis que l'importance du pouvoir exécutif fut considérablement affermie. André Kaspi note à ce propos que « la guerre froide qui divise le monde en deux blocs renforce la stature du président » dans la mesure où « elle crée une situation de menace qui brouille la frontière entre la guerre et la paix et nécessite d'être en permanence prêt à répliquer militairement ». Les pouvoirs présidentiels furent ainsi étendus avec la mise en place d'un appareil de sécurité nationale et le développement de l'arme atomique dont le président était respectivement le principal coordinateur et le décideur en dernier ressort. 
Dans une certaine continuité avec la ligne de son prédécesseur Roosevelt, Truman mit en œuvre une politique étrangère internationaliste teintée néanmoins de réalisme, soucieuse de concilier tout à la fois la coopération à l'échelle planétaire et l'affirmation de la puissance américaine. Cette orientation de la politique extérieure des États-Unis tranchait avec l'idéalisme qui avait imprégné les conceptions des prédécesseurs démocrates de Truman, Wilson et Roosevelt, sur la scène internationale, même si la formulation de la doctrine Truman, dont l'un des objectifs déclarés était de défendre « un mode de vie exempt de toute contrainte » dans le cadre de la guerre froide, empruntait beaucoup à la tradition idéaliste. De même, les spécialistes Charles-Philippe David, Louis Balthazar et Justin Vaïsse notent que le soutien de Truman à des initiatives placées sous le signe de la coopération et du multilatéralisme, à l'instar du plan Marshall ou de la création de l'OTAN, portait « la marque de l'internationalisme libéral ». 
Initialement réticent à s'appuyer sur le tout nouveau Conseil de sécurité nationale, Truman changea d'attitude après le déclenchement de la guerre de Corée qui le vit dès lors assister avec régularité aux réunions de l'organisation et s'entretenir fréquemment avec plusieurs de ses membres influents, tels que George Elsey, William Averell Harriman et Clark Clifford. L'élaboration de la politique étrangère demeura toutefois concentrée, dans une très large mesure, entre les mains du département d'État et de ses responsables successifs, à savoir James F. Byrnes, George Marshall et Dean Acheson.

### Ordre international de l'après-guerre

#### Énergie atomique et armes nucléaires
En mars 1946, dans un climat plutôt favorable à la coopération internationale, l'administration Truman publia le rapport Acheson-Lilienthal qui enjoignait l'ensemble des pays du globe à renoncer au développement d'armes nucléaires. Conformément à ce plan, les États-Unis devaient démanteler leur propre programme atomique après avoir obtenu la promesse des autres nations de ne pas se doter d'armes de ce type. Par crainte de voir la proposition rejetée par le Congrès, Truman fit appel au très respecté Bernard Baruch pour représenter les États-Unis à l'ONU. Ce dernier élabora le plan Baruch qui reprenait en grande partie les conclusions du rapport Acheson-Lilienthal mais le texte fut rejeté à la fois par le Congrès et par l'URSS. Moscou continua ses recherches dans le domaine du nucléaire qui aboutirent à l'explosion de la première bombe atomique soviétique en août 1949.
La Commission de l'énergie atomique des États-Unis, dirigée jusqu'en 1950 par David E. Lilienthal, reçut pour mission de concevoir et de construire des armes nucléaires sous contrôle civil. Truman présida au renforcement de l'arsenal nucléaire américain qui passa de neuf têtes nucléaires en juillet 1946 à environ 1 000 à l'été 1953. Lilienthal souhaitait promouvoir l'utilisation pacifique de la technologie atomique, comme dans le cadre des centrales nucléaires civiles, mais le faible coût du charbon rendait l'industrie énergétique peu encline à investir dans le nucléaire, et ce jusqu'à la fin de la présidence de Truman ; de fait, la mise en chantier de la première centrale nucléaire américaine n'eut lieu qu'en 1954.
La réussite du test nucléaire soviétique en 1949 souleva aussitôt la question de savoir si les États-Unis devaient développer la bombe H, nettement plus puissante que les modèles de bombes antérieurs. Bon nombre de scientifiques, ainsi que certains membres du gouvernement, étaient hostiles à cette idée mais Truman pensait que l'URSS se doterait de toute façon de cette arme et il n'était pas disposé à concéder aux Soviétiques un tel avantage. En conséquence, Truman prit la décision, au début de l'année 1950, d'autoriser le développement de la bombe H. Le premier test d'une arme thermonucléaire par les États-Unis eut lieu en 1952, suivi d'un test similaire par l'URSS en août 1953.

### Guerre froide

#### Escalade des tensions (1945-1946)
Le système international avait été complètement bouleversé par la Seconde Guerre mondiale qui avait dévasté les puissances traditionnelles telles que l'Allemagne, la France, le Japon et même l'URSS et le Royaume-Uni. À la fin de la guerre, seuls les États-Unis et l'URSS conservaient une certaine influence à l'échelle mondiale et un nouvel ordre géopolitique bipolaire remplaça l'ancienne structure multipolaire héritée de la Première Guerre mondiale. À son entrée en fonction, Truman considérait en privé l'Union soviétique comme un « gouvernement policier pur et simple » mais ne souhaitait pas adopter, au moins au départ, une attitude hostile à son encontre car il espérait pouvoir collaborer avec Staline sur la forme à donner au monde de l'après-guerre. Le scepticisme de Truman s'accentua néanmoins à mesure que les Soviétiques consolidaient leur mainmise sur l'Europe de l'Est tout au long de l'année 1945 ; par ailleurs, un plan de cinq ans annoncé par Moscou en février 1946, au sujet du renforcement des capacités militaires soviétiques, ne fit qu'accroître les tensions. Lors de la conférence de Moscou en décembre 1945, le secrétaire d'État Byrnes accepta de reconnaître les gouvernements pro-soviétiques dans les Balkans en échange de la reconnaissance par l'URSS de l'occupation américaine du Japon. Les concessions faites par les États-Unis à la conférence ulcérèrent plusieurs membres de l'administration Truman, à commencer par le président lui-même. Au début de l'année 1946, il était devenu clair pour Truman que les États-Unis et le Royaume-Uni n'exerceraient qu'une influence réduite sur les affaires d'Europe de l'Est.

Après la fin de la Seconde Guerre mondiale, les États-Unis, la France, le Royaume-Uni et l'URSS prirent chacun le contrôle d'une zone d'occupation en Allemagne et dans la capitale du pays, Berlin.

Malgré ces événements, bon nombre de responsables politiques progressistes, parmi lesquels Henry Wallace et Eleanor Roosevelt, continuaient d'espérer des relations constructives avec l'URSS. D'autres progressistes, comme Reinhold Niebuhr, se méfiaient de l'Union soviétique mais estimaient que les États-Unis ne devaient pas chercher à combattre l'influence soviétique en Europe de l'Est, considérée par Moscou comme sa « ceinture de sécurité stratégique ». Ces arguments, entre autres raisons, convainquirent Truman de ne pas rompre avec l'URSS dès le début de l'année 1946, ce qui n'empêcha pas le discours de la Maison-Blanche à l'égard du Kremlin de se durcir au fil des mois. Truman approuva notamment le discours prononcé en mars 1946 par Winston Churchill au sujet du « Rideau de fer », qui exhortait les États-Unis à prendre la tête d'une alliance antisoviétique, même s'il se garda de commenter publiquement cette déclaration.
Tout au long de l'année 1946, la rivalité entre les États-Unis et l'URSS se fit sentir en divers points du globe, par exemple en Iran que les Soviétiques avaient occupé durant la Seconde Guerre mondiale. Moscou accepta finalement de retirer ses troupes de ce pays sous la pression de Washington et des Nations unies. La Turquie fut une autre pomme de discorde importante dans la mesure où l'URSS réclamait un contrôle conjoint des détroits du Bosphore et des Dardanelles qui reliaient la mer Méditerranée à la mer Noire. L'administration américaine s'opposa fermement à cette remise en cause de la convention de Montreux de 1936, qui avait attribué le contrôle des détroits à la seule Turquie, et Truman détacha une escadre en Méditerranée orientale afin de montrer la détermination de son gouvernement à défendre ses intérêts dans la région. Les deux « Grands » se disputèrent également au sujet de l'Allemagne qui avait été divisée en quatre zones d'occupation à l'issue de la guerre. Dans une allocution de septembre 1946 (connue sous le nom de discours de Stuttgart), le secrétaire d'État Byrnes annonça que les États-Unis renonçaient au paiement de réparations de guerre par l'Allemagne et étaient disposés à soutenir la mise en place d'un régime démocratique. Les États-Unis, la France et le Royaume-Uni acceptèrent de fusionner leurs zones d'occupation respectives pour donner naissance à l'Allemagne de l'Ouest. En Asie de l'Est, Truman refusa à l'URSS la réunification de la Corée et rejeta toute ingérence soviétique ou même de quelque autre pays dans l'occupation du Japon d'après-guerre.
En septembre 1946, Truman était arrivé à la conclusion que l'URSS ambitionnait de dominer le monde et que toute forme de coopération avec Moscou était vouée à l'échec. C'est alors qu'il mit en place la politique de l'endiguement telle qu'initialement suggérée dans un télégramme de 1946 du diplomate George F. Kennan. Le concept de l'endiguement était d'empêcher toute nouvelle expansion de l'influence soviétique, ce qui représentait une position de compromis entre les partisans de la détente tels que Wallace et les tenants du refoulement désireux de reconquérir les territoires gagnés par le communisme. La doctrine de Kennan reposait sur l'idée que l'URSS était aux mains d'un régime totalitaire intransigeant et que les Soviétiques étaient les principaux responsables de l'escalade des tensions. Wallace, qui avait été nommé secrétaire au Commerce après l'élection de 1944, démissionna du cabinet en septembre 1946 en raison du durcissement de la position de Truman envers l'Union soviétique.

#### Doctrine Truman
Le premier geste important de Truman dans la mise en œuvre de sa stratégie d'endiguement fut d'allouer de fortes sommes d'argent à la Grèce et à la Turquie afin d'y empêcher l'avènement de régimes prosoviétiques. Avant 1947, les États-Unis n'avaient guère manifesté d'intérêt pour la Grèce et son gouvernement anticommuniste dans la mesure où le pays était sous influence britannique. Alors que le Royaume-Uni avait soutenu depuis 1944 les autorités grecques dans leur lutte contre les insurgés de gauche, au début de l'année 1947, les Britanniques informèrent leurs alliés américains qu'ils ne pouvaient plus se permettre d'intervenir en Grèce. Sous la pression d'Acheson, pour qui la chute de la Grèce posait un risque majeur d'accroissement de la puissance soviétique en Europe, Truman sollicita le vote par le Congrès d'une aide record de 400 millions de dollars à la Grèce et à la Turquie. Dans un discours prononcé à l'occasion d'une session conjointe du Congrès en mars 1947, le président formula pour la première fois la doctrine Truman, en vertu de laquelle les États-Unis devaient soutenir « les peuples libres qui résistent à des tentatives d'asservissement par des minorités armées ou des pressions extérieures ». En dépit des critiques de ceux qui s'opposaient à l'ingérence américaine dans les affaires grecques et des craintes de ceux qui redoutaient qu'une telle aide ne soit préjudiciable à la coopération d'après-guerre, Truman convainquit à la fois les républicains et les démocrates de voter en faveur de l'aide financière. Cette décision du Congrès marqua une rupture définitive avec l'isolationnisme qui avait caractérisé la politique étrangère américaine avant la Seconde Guerre mondiale.
Les États-Unis soutinrent le gouvernement grec contre les communistes pendant la guerre civile grecque (1946-1949) mais se refusèrent à toute intervention militaire directe, ce qui n'empêcha pas l'insurrection d'être réprimée. Staline et le dirigeant yougoslave Josip Broz Tito avaient chacun prêté assistance aux insurgés mais une dispute à propos de l'aide fournie amorça une rupture au sein du bloc communiste. L'administration Truman appuya également le gouvernement italien en amont des élections parlementaires de 1948 sous la forme d'une opération secrète de la CIA, d'une campagne anticommuniste orchestrée par l'Église catholique et de pressions exercées par des personnalités italo-américaines éminentes qui contribuèrent à la défaite des communistes lors de ce scrutin. Les initiatives liées à la doctrine Truman cristallisèrent les divisions d'après-guerre entre Washington et Moscou et eurent pour effet de renforcer la domination soviétique en Europe de l'Est.

#### Réformes militaires
| Année fiscale | % PNB |
| ------------- | ----- |
| 1945          | 38 %  |
| 1946          | 21 %  |
| 1948          | 5 %   |
| 1950          | 4,6 % |
| 1952          | 13 %  |

Tirant les leçons des problèmes d'organisation rencontrés durant la guerre, l'administration Truman réorganisa l'armée et la communauté du renseignement afin de centraliser la prise de décision et apaiser les rivalités entre les différents services. Le National Security Act, voté en 1947, restructura l'appareil militaire en regroupant les départements de la Guerre et de la Marine au sein de l'« Établissement militaire national » (renommé département de la Défense en 1949). La loi donnait également naissance à l'US Air Force, à la Central Intelligence Agency (CIA) et au Conseil de sécurité nationale (NSC). La mission dévolue au CIA et au NSC, conçus au départ comme des organismes de conseil extérieurs à la sphère militaire, était d'accroître l'efficacité de la préparation américaine face aux menaces venues de l'étranger sans empiéter sur les prérogatives nationales du FBI. Le National Security Act conféra en outre un statut permanent au Comité des chefs d'état-major interarmées qui n'avait été créé qu'à titre temporaire durant la Seconde Guerre mondiale. Les membres de ce comité se virent attribuer la gestion des opérations militaires tandis que le secrétaire à la Défense devint le principal conseiller du président sur toutes les questions relatives à l'armée. En 1952, Truman renforça secrètement les services cryptologiques américains avec la création de l'Agence de sécurité nationale (NSA). Truman et Marshall songèrent par ailleurs à instaurer un service militaire d'un an pour tous les jeunes hommes mais durent renoncer faute de soutien suffisant au Congrès.
Truman avait espéré que la loi sur la sécurité nationale apaiserait les rivalités entre les différents services mais chaque branche disposait toujours d'une autonomie considérable et les disputes relatives entre autres aux budgets militaires continuèrent de faire rage. En 1949, le secrétaire à la Défense Louis A. Johnson annonça l'annulation du développement d'un « super-porte-avions » que de nombreux responsables de la marine considéraient comme un projet d'avenir. L'initiative déclencha une crise connue sous le nom de « révolte des amiraux » du fait qu'un certain nombre d'amiraux en service ou à la retraite dénoncèrent publiquement le choix de l'administration Truman d'accorder la priorité aux bombes nucléaires stratégiques moins coûteuses dont le convoyage était assuré par l'armée de l'Air. Lorsque le Congrès tint une série d'audiences consacrées à la question, l'opinion publique se retourna franchement contre la marine qui conserva en définitive le contrôle de l'aviation navale mais perdit celui du bombardement stratégique. En conséquence, les budgets militaires votés à la suite des audiences mirent l'accent sur le développement de modèles de bombardiers lourds à destination de l'US Air Force, si bien que les États-Unis se dotèrent en peu de temps d'une flotte de combat de plus de 1 000 bombardiers stratégiques à larges rayons d'action et capables d'effectuer des missions d'ordre nucléaire.
Avec la fin de la Seconde Guerre mondiale, Truman, soucieux de réduire les dépenses militaires et de financer les mesures qu'il jugeait nécessaires en politique intérieure, fit passer le budget de la défense au second plan, le monopole américain sur la bombe atomique constituant, d'après lui, une protection suffisante contre toute forme de menace extérieure. Les dépenses militaires passèrent ainsi de 39 % du produit national brut en 1945 à seulement 5 % en 1948 ; le volume des dépenses consacrées à la défense restait cependant, en dollars constants, huit fois plus élevé qu'il ne l'était avant la guerre. Les effectifs de l'armée chutèrent quant à eux d'un peu plus de 3 millions de soldats en 1946 à environ 1,6 million en 1947 même si, là encore, ce chiffre était toujours près de cinq fois supérieur à son niveau de 1939. Alors que l'arrêt des combats de la guerre hispano-américaine et de la Première Guerre mondiale avaient auparavant donné lieu à une baisse drastique des effectifs, le maintien d'une force militaire significative après la fin des hostilités de la Seconde Guerre mondiale fut révélateur d'un changement fondamental de la doctrine de défense des États-Unis. Parallèlement à sa décision d'encourager le développement de la bombe H, Truman ordonna une révision des politiques militaires de la nation à la lumière des transformations intervenues dans le domaine de la politique étrangère. De son côté, le Conseil de sécurité nationale rédigea un rapport secret, le NSC-68, qui plaidait pour une augmentation massive des dépenses militaires et de l'aide financière octroyée aux alliés des États-Unis ainsi que l'adoption d'une posture plus agressive face à l'URSS. En dépit des tensions croissantes liées à la guerre froide, Truman n'était pas disposé à accroître le budget de la défense et il rejeta les conclusions du rapport. Le déclenchement de la guerre de Corée convainquit néanmoins le président de renforcer les dépenses militaires qui augmentèrent considérablement entre 1949 et 1953.

#### Plan Marshall

Aides versées au titre du plan Marshall par pays.

Malgré la suspension par les États-Unis du programme Prêt-bail en août 1945, Washington continua d'octroyer des prêts au Royaume-Uni et à fournir une aide alimentaire massive à l'Europe dans les années qui suivirent immédiatement la fin de la guerre. Déterminée à enrayer la progression du communisme et à stimuler les échanges commerciaux entre les États-Unis et l'Europe, l'administration Truman élabora le plan Marshall afin de reconstruire les économies dévastées d'Europe occidentale. Pour financer ce plan, Truman réclama au Congrès une enveloppe budgétaire sans précédent de 25 milliards de dollars répartie sur plusieurs années. L'enveloppe fut approuvée à de larges majorités par les deux chambres du Congrès sous la forme du Foreign Assistance Act qui fut promulgué par Truman en avril 1948. Le Congrès n'alloua en définitive que 12,4 milliards d'aide pendant les quatre années que dura le plan.
En plus de l'aide financière, le plan Marshall procéda à une reconfiguration des économies européennes pour rendre celles-ci compatibles avec les normes d'efficacité de l'industrie américaine tout en s'efforçant de supprimer les droits de douanes et les barrières commerciales. Bien que les États-Unis autorisaient en principe chaque bénéficiaire à disposer librement de l'aide perçue, l'utilisation des fonds était assortie de plusieurs règles et clauses contraignantes, telles que l'absence de communistes au sein du gouvernement, le renoncement à toute politique d'inspiration socialiste et la recherche de l'équilibre budgétaire. En outre, Washington n'accepta de venir en aide aux Français et aux Britanniques qu'en échange du consentement de ces derniers à la réindustrialisation de l'Allemagne et de leur soutien à l'intégration européenne. Pour ne pas aggraver les tensions, les États-Unis proposèrent à l'URSS de bénéficier du plan mais à des conditions telles qu'il ne faisait guère de doute que Staline les jugerait inacceptables. De fait, Moscou refusa de se joindre au programme et écarta toute participation de ses pays satellites. À la place, les Soviétiques mirent en place leur propre programme d'aide, le plan Molotov, et la coexistence des deux plans entraîna une diminution des échanges commerciaux entre le bloc de l'Est et le bloc de l'Ouest.
De la fin des années 1940 jusqu'au début des années 1950, le plan Marshall contribua au redressement économique de l'Europe après les ravages du second conflit mondial, de sorte qu'en 1952 la productivité industrielle du Vieux Continent était supérieure de 35 % à son niveau de 1938. Le plan procura également un réconfort psychologique déterminant à bon nombre d'Européens et restaura l'optimisme dans un continent encore en proie aux conséquences de la guerre. Même si la conversion des nations européennes aux idées et aux structures économiques d'outre-Atlantique ne fut pas aussi forte qu'escomptée par certains Américains, le concept d'économie mixte s'implanta durablement en Europe de l'Ouest. Le processus d'intégration européen déboucha quant à lui, quelques années après la fin de la présidence de Truman, sur la création de la Communauté économique européenne (CEE), précurseur de l'Union européenne actuelle.

#### Pont aérien de Berlin
En réaction aux tentatives des Occidentaux de réindustrialiser les régions allemandes dont ils avaient la charge, Staline ordonna de bloquer les accès aux trois zones d'occupation occidentales de Berlin-Ouest, qui étaient pour ainsi dire « cernées » par les Soviétiques. L'objectif de Staline était d'empêcher la création d'un État allemand pro-américain ou, à tout le moins, de consolider sa mainmise sur l'Allemagne de l'Est. Le blocus démarra le 24 juin 1948. Le commandant de la zone d'occupation américaine en Allemagne, le général Lucius D. Clay, proposa d'envoyer une grande colonne blindée jusqu'à Berlin-Ouest en traversant la zone d'occupation soviétique avec l'ordre de se défendre si elle était arrêtée ou attaquée. Truman considérait que le risque de déclencher une guerre était trop grand et il approuva un plan, formulé par Ernest Bevin, pour ravitailler la ville par les airs. Le 25 juin, les Alliés mirent en place un pont aérien pour acheminer de la nourriture et du ravitaillement comme du charbon avec des avions militaires à une échelle encore jamais vue. En tout, 2,3 millions de tonnes de nourriture, de carburant et de fournitures diverses furent convoyées par le pont aérien pendant les onze mois que dura le blocus. L'opération fut un succès et le blocus fut levé le 11 mai 1949 même si les ravitaillements aériens continuèrent pendant plusieurs mois après cette date. Le pont aérien fut l'une des principales réussites de la politique étrangère de Truman et lui fut d'une aide significative dans la campagne électorale de 1948.

#### OTAN

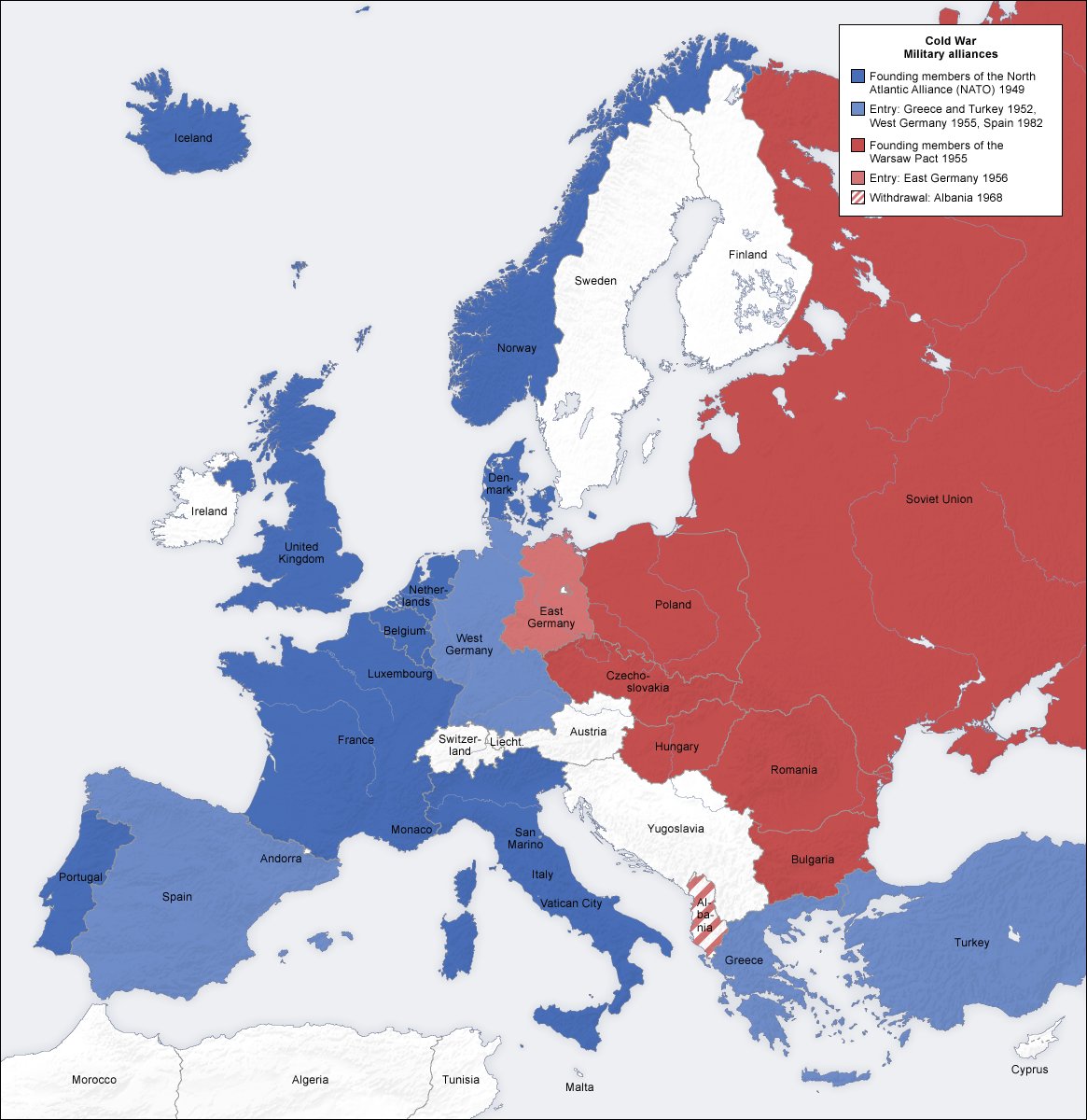
Carte de l'OTAN et du pacte de Varsovie (fondé en 1955). Les pays membres fondateurs de l'OTAN sont indiqués en bleu foncé.

L'escalade des tensions avec l'URSS, conjuguée au veto soviétique à nombre de résolutions des Nations unies, convainquirent Truman, le sénateur Vandenberg et d'autre dirigeants américains de la nécessité de bâtir une alliance défensive vouée à la sécurité collective. En 1949, les États-Unis, le Canada et plusieurs pays européens signèrent le traité de l'Atlantique nord qui donnait naissance à une alliance militaire transatlantique. C'était la première fois que les États-Unis contractaient une alliance permanente depuis le traité de 1778 avec la France. 
Le texte établissant l'Organisation du traité de l'Atlantique nord (OTAN) était très populaire et fut approuvé sans difficulté par le Sénat en 1949. Les objectifs de l'OTAN étaient de contenir l'expansion soviétique en Europe et de signifier clairement aux dirigeants communistes que le camp des démocraties était désireux et capable de forger de nouvelles organisations sécuritaires afin de promouvoir ses idéaux. Le traité fournissait en particulier des garanties de sécurité à la France qui, sûre de pouvoir compter sur l'aide de Washington en cas de conflit, se montra plus coopérative dans le processus de rétablissement d'une Allemagne indépendante. Les signataires originaux du traité étaient les États-Unis, le Royaume-Uni, la France, l'Italie, les Pays-Bas, la Belgique, le Luxembourg, la Norvège, le Danemark, le Portugal, l'Islande et le Canada. Peu après la création de l'OTAN, Truman persuada le Congrès d'adopter le Mutual Defense Assistance Act qui mettait en place un programme d'aide militaire à destination des alliés européens.
Les tensions de la guerre froide s'étant accentuées après l'acquisition de l'arme nucléaire par l'URSS et le début de la guerre de Corée, les États-Unis s'impliquèrent davantage au sein de l'OTAN et, tout en invitant la Grèce et la Turquie à rejoindre l'alliance, inaugurèrent un deuxième important programme d'aide étrangère avec l'entrée en vigueur du Mutual Security Act. Sous la présidence de Truman, 180 000 soldats américains étaient stationnés de manière permanente en Europe tandis que les dépenses consacrées à la défense par les pays européens passèrent de 5 à 12 % du produit national brut. L'OTAN se dota en outre d'une structure de commandement unifiée et le général Dwight D. Eisenhower fut choisi par Truman pour être le premier commandant suprême de l'alliance. L'Allemagne de l'Ouest, qui relevait de la sphère d'influence de l'OTAN, intégra finalement l'organisation en 1955.

### Amérique latine
Les crispations et les rivalités liées à la guerre froide se propagèrent rapidement sur l'ensemble du globe, aussi bien en Europe qu'en Asie, en Amérique du Nord, en Amérique latine et en Afrique. Si la politique étrangère américaine était traditionnellement axée sur le respect de la doctrine Monroe dans l'hémisphère Ouest, les nouvelles responsabilités endossées par les États-Unis en Europe et en Asie contraignirent Washington à détourner quelque peu son attention de cette région. Afin de répondre, entre autres, à ce qu'elle percevait comme une montée en puissance de l'influence soviétique, l'administration Truman ne ménagea pas ses efforts pour instaurer un pacte de sécurité collective dans l'hémisphère occidental, ce qui déboucha en 1947 sur la création d'une alliance militaire défensive, le pacte de Rio, auquel adhérèrent les États-Unis et la plupart des pays d'Amérique latine. L'année suivante, les nations indépendantes d'Amérique formèrent l'Organisation des États américains (OEA), une organisation intergouvernementale destinée à promouvoir l'unité régionale. Dans le même temps, bon nombre de pays d'Amérique latine, soucieux de cultiver des relations amicales avec les États-Unis, rompirent toute forme de relation diplomatique avec l'URSS. Les appels émanant de ces pays en faveur d'aides et d'investissements comparables au plan Marshall se heurtèrent toutefois à la réticence de Truman pour qui l'aide étrangère fournie par Washington devait être principalement dirigée vers l'Europe et les régions susceptibles de basculer dans le giron communiste.

### Asie

#### Reconnaissance d'Israël

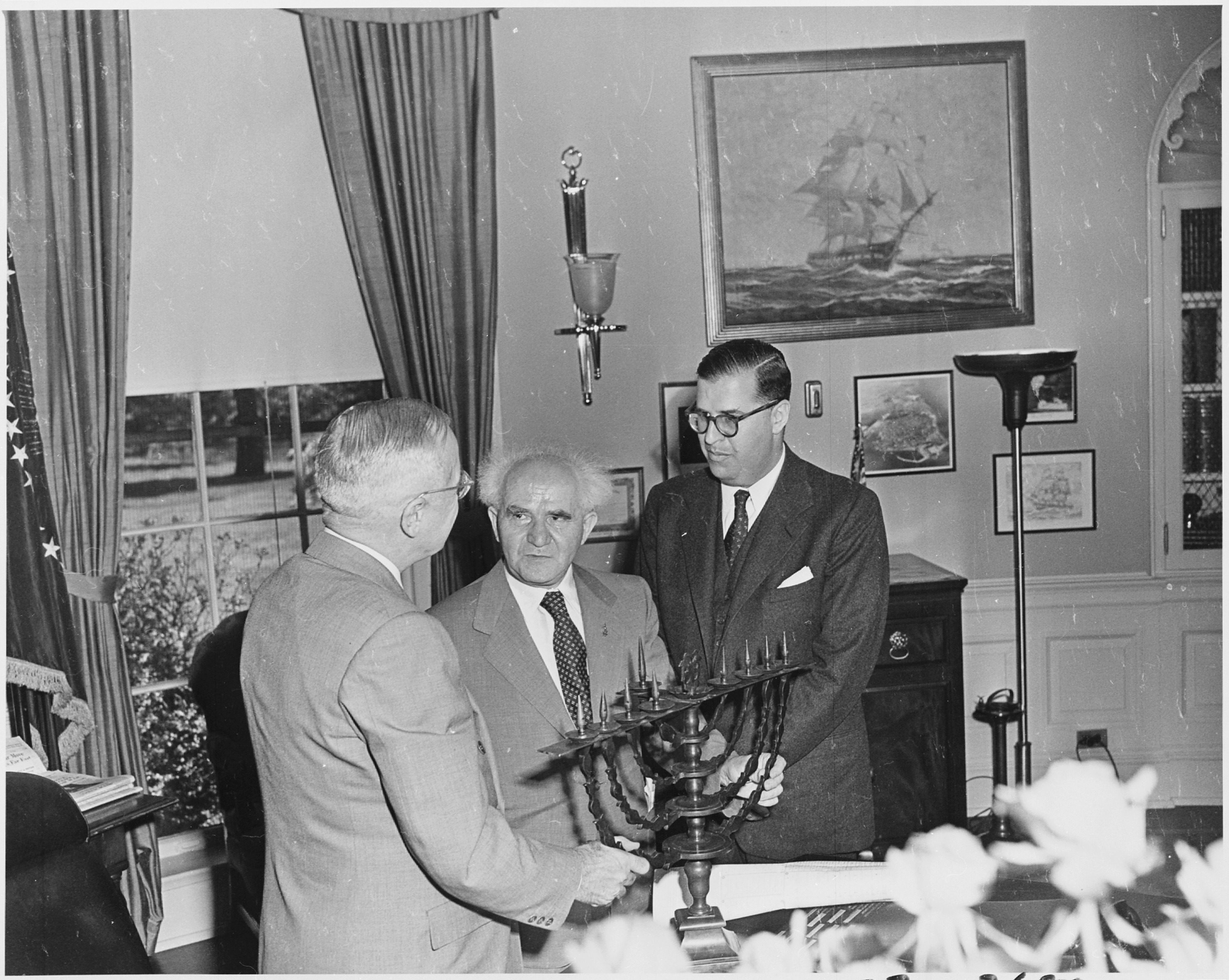
Truman recevant une hanoukkia des mains du Premier ministre israélien David Ben Gourion (au centre), en présence de l'ambassadeur israélien aux États-Unis Abba Eban, en mai 1951.

Truman s'intéressait depuis longtemps à l'histoire du Moyen-Orient et était bien disposé envers ceux qui cherchaient à créer un foyer juif en Palestine mandataire. En 1943, il avait appelé à la création d'une patrie pour les juifs ayant survécu aux persécutions nazies. Néanmoins, les représentants du département d'État craignaient d'offenser les Arabes qui étaient opposés à la création d'un État juif dans cette partie du monde. Du point de vue de nombreux officiels, la Palestine était secondaire par rapport à l'objectif de protéger la Grèce, la Turquie et l'Iran du communisme. En 1947, les Nations unies approuvèrent la partition de la Palestine mandataire en un État juif (le futur Israël) et un État arabe. Dans les mois qui suivirent le retrait britannique de la région, l'administration Truman tergiversa sur la question de savoir s'il fallait reconnaître ou non le tout jeune État hébreu. Outrepassant les réticences du secrétaire d'État Marshall, le conseiller présidentiel Clark Clifford convainquit Truman qu'une absence de reconnaissance inciterait Israël à solliciter les faveurs de l'Union soviétique dans le cadre de la guerre froide. En conséquence, Truman reconnut l'État d'Israël le 14 mai 1948, onze minutes seulement après sa déclaration d'indépendance. La victoire d'Israël dans la guerre israélo-arabe de 1948-1949 confirma son implantation territoriale mais le conflit israélo-arabe demeure non résolu à ce jour.

#### Asie du Sud-Est
Avec la fin de la Seconde Guerre mondiale, les États-Unis honorèrent l'engagement contracté lors du vote de la loi Tydings-McDuffie de 1934 en accordant l'indépendance aux Philippines en 1946. Washington avait encouragé la décolonisation tout au long de la guerre mais le début de la guerre froide bouscula ses priorités. Le gouvernement américain se servit néanmoins du plan Marshall pour contraindre les Pays-Bas à accorder l'indépendance à l'Indonésie et à laisser les rênes du pays à l'anticommuniste Sukarno, ce qui fut fait en 1949. À l'inverse, en Indochine française, l'administration Truman reconnut l'État du Viêt Nam de l'empereur Bảo Đại dont le régime était sous tutelle de la France. Les États-Unis, en effet, étaient soucieux de ne pas s'aliéner les Français qui occupaient une position cruciale sur le continent asiatique et dont le retrait de la région faisait courir le risque d'une prise de pouvoir par la faction communiste d'Hô Chi Minh. Quoique initialement réticent à s'impliquer dans les affaires indochinoises, Washington finança massivement à partir de 1952 la répression du Việt Minh d'Hô Chi Minh par l'armée française lors de la guerre d'Indochine. Dans le même temps, les États-Unis contractèrent plusieurs alliances dans la région telles que le Traité de défense mutuelle avec les Philippines et le pacte ANZUS avec l'Australie et la Nouvelle-Zélande.

### Guerre de Corée

#### Phase initiale

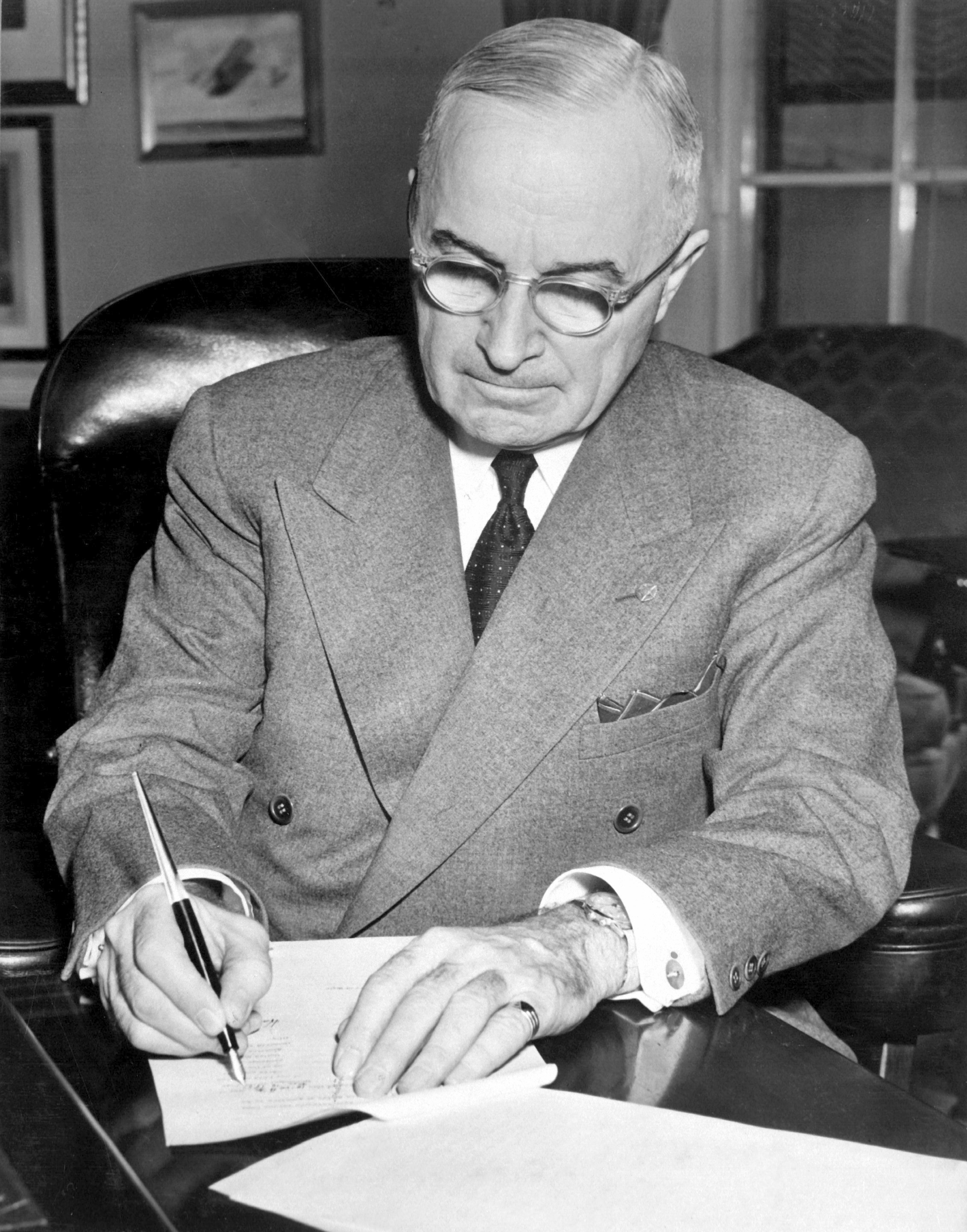
Truman signe la déclaration d'état d'urgence initiant l'implication américaine dans la guerre de Corée.

Peu après la fin de la Seconde Guerre mondiale, les États-Unis et l'Union soviétique occupèrent la Corée, qui avait été jusqu'alors une colonie japonaise. Le 38e parallèle fut choisi comme ligne de partition entre les deux puissances occupantes du fait qu'il se situait à peu près à mi-chemin des extrémités septentrionales et méridionales de la péninsule coréenne ; en outre, cette séparation ne devait être que temporaire dans l'attente d'une potentielle réunification de la Corée. Cette espérance fut douchée avec la création, en 1948, de la république populaire démocratique de Corée (Corée du Nord) par l'URSS et de la république de Corée (Corée du Sud) par les États-Unis. Soucieux d'éviter un engagement militaire de longue durée dans la région, Truman retira toutes les forces américaines de Corée en 1949. L'URSS rapatria également ses soldats la même année tout en continuant de fournir une aide militaire à la Corée du Nord.
Le 25 juin 1950, l'Armée populaire coréenne de Kim Il-sung envahit la Corée du Sud, ce qui déclencha la guerre de Corée. Dans les premières semaines du conflit, les forces sud-coréennes furent facilement repoussées par leurs homologues du Nord. L'Union soviétique n'était pas directement impliquée dans les opérations même si Kim Il-sung avait obtenu l'aval de Staline pour déclencher l'invasion. De son côté, Truman ne considérait pas la Corée comme un front majeur de la guerre froide mais estimait que la chute d'un gouvernement pro-occidental risquerait de galvaniser les efforts des communistes à travers le monde et porterait un rude coup à son propre capital politique. Les principaux membres de l'administration Truman étaient tout particulièrement soucieux de ne pas répéter la stratégie de l'apaisement qui avait prévalu dans les années 1930 ; Truman lui-même déclara à l'un de ses conseillers : « nous ne pouvons pas savoir ce qu'ils feront si nous ne nous battons pas tout de suite ». La Maison-Blanche demanda alors aux Nations unies de condamner l'invasion et obtint ― en l'absence de l'URSS qui boycottait le Conseil de sécurité de l'ONU en raison du refus de cette organisation de reconnaître la république populaire de Chine ― le vote de la résolution 84 qui dénonçait les agissements du régime nord-coréen et enjoignait les autres pays à défendre la Corée du Sud.
Les troupes nord-coréennes dominèrent la première phase des combats et s'emparèrent de Séoul le 28 juin. Face à la perspective d'un basculement total de la péninsule dans l'orbite communiste, le général Douglas MacArthur, commandant les forces américaines en Asie, reçut de Truman l'autorisation de débarquer des contingents de soldats américains en Corée. Ce faisant, Truman court-circuita le Congrès, pourtant seul habilité à déclarer la guerre, en affirmant que la résolution des Nations unies avait octroyé à la présidence le pouvoir constitutionnel de déployer des soldats dans le cadre d'une « mission de police » conduite sous l'autorité de l'ONU. L'intervention en Corée était, à cette époque, très populaire aux États-Unis et la requête que Truman formula en juillet 1950 pour l'octroi d'une aide de 10 milliards de dollars fut approuvée à la quasi-unanimité. En août, l'afflux massif de troupes américaines en Corée du Sud sous le drapeau des Nations unies permit de stabiliser la situation dans le périmètre de Busan. En réponse aux critiques concernant la préparation de l'armée, Truman remplaça son secrétaire à la Défense Louis A. Johnson par le général à la retraite George Marshall. Avec le soutien de l'ONU, Truman décida de repousser l'agression communiste en ordonnant la conquête de la Corée du Nord. Les forces onusiennes menées par MacArthur organisèrent un ambitieux débarquement à Incheon qui faillit prendre au piège l'armée nord-coréenne. Les troupes onusiennes poursuivirent ensuite leur progression vers le Nord jusqu'au fleuve Yalou marquant la frontière avec la Chine avec l'objectif de réunir la Corée sous les auspices de l'ONU.

#### Impasse et renvoi du général MacArthur

Évolution du front séparant les deux Corées pendant la guerre de Corée. Les territoires occupés par la Corée du Nord, son allié chinois et les autres forces communistes sont en rouge et ceux occupés par la Corée du Sud, les États-Unis et les forces des Nations unies sont en vert.

Alors que les forces onusiennes approchaient du fleuve Yalou, la CIA et le général MacArthur pensaient que la Chine demeurerait à l'écart du conflit. Contre toute attente, la Chine déclencha une invasion à grande échelle, en novembre 1950, qui obligea les soldats de l'ONU, étirés sur un trop large front, à battre en retraite. Truman s'inquiétait d'une possible escalade du conflit qui pourrait entraîner une confrontation ouverte avec l'Union soviétique et il refusa la proposition de MacArthur de bombarder les bases chinoises au nord du Yalou. Dans les dernières semaines de 1950, les troupes onusiennes furent refoulées derrière le 38e parallèle nord mais une contre-attaque dirigée par le général Matthew Ridgway repoussa les Chinois jusqu'à cette ligne où le front se stabilisa.
Dans le même temps, MacArthur multiplia les déclarations publiques en faveur d'une escalade de la guerre, ce qui précipita sa rupture avec Truman entre la fin de l'année 1950 et le début de l'année 1951. Le 5 avril, le chef de la minorité républicaine à la Chambre Joseph Martin révéla à la presse une lettre de MacArthur dans laquelle celui-ci critiquait fortement la stratégie du président et réclamait d'étendre les hostilités à la Chine. Ces propos étaient intolérables aux yeux de Truman pour qui MacArthur, en plus d'émettre des recommandations peu inspirées, avait outrepassé ses prérogatives en prétendant dicter lui-même la politique étrangère et militaire de la nation, ce qui était contraire au principe du contrôle civil sur les forces armées. Après consultation du Comité des chefs d'état-major interarmées et de plusieurs membres du Congrès, Truman limogea MacArthur en avril 1951. Le renvoi de MacArthur suscita une vague d'indignation à l'encontre du président et de nombreuses voix s'élevèrent pour réclamer sa destitution. D'autres, comme Eleanor Roosevelt, défendirent et applaudirent la décision de Truman. MacArthur revint aux États-Unis où il fut accueilli comme un héros et s'adressa à une session conjointe du Congrès. Alors que le public prit généralement fait et cause pour le général à la suite de son renvoi, les auditions menées par le Congrès et les éditoriaux publiés dans la presse ébranlèrent l'opinion qui s'opposa de plus en plus à l'escalade militaire voulue par MacArthur.
L'impasse de la guerre de Corée se prolongea pendant deux ans. Les forces onusiennes et chinoises s'opposèrent dans des affrontements indécis tels que la bataille de Crèvecœur ou celle de Pork Chop Hill qui ne permirent à aucun des belligérants de progresser au-delà du 38e parallèle. Tout au long de l'année 1951, Truman réclama un cessez-le-feu, mais les dissensions relatives au statut des prisonniers de guerre firent achopper les négociations. Des 116 000 prisonniers chinois et nord-coréens détenus par les États-Unis, 33 000 ne souhaitaient pas regagner leur pays d'origine et Truman n'avait aucunement l'intention de les y reconduire par la force. La guerre de Corée prit fin avec la signature d'un armistice le 27 juillet 1953, peu de temps après la fin de la présidence de Truman ; les deux Corées furent séparées par une frontière située à proximité du 38e parallèle. Quelque 30 000 Américains et environ trois millions de Coréens furent tués durant ce conflit. Les États-Unis maintinrent par la suite une présence militaire permanente en territoire sud-coréen.

### Déplacements internationaux
Truman effectua cinq voyages internationaux au cours de sa présidence. Il ne franchit l'Atlantique qu'une seule fois pour se rendre à la conférence de Potsdam de 1945. Il visita également les Bermudes, le Canada, le Mexique et le Brésil. En outre, il quitta les États-Unis continentaux à deux reprises pour se rendre à Porto Rico, aux îles Vierges et à la base navale de Guantánamo (enclave américaine sur le sol de Cuba), du 20 février au 5 mars 1948, ainsi qu'à l'île Wake du 11 au 18 octobre 1950.

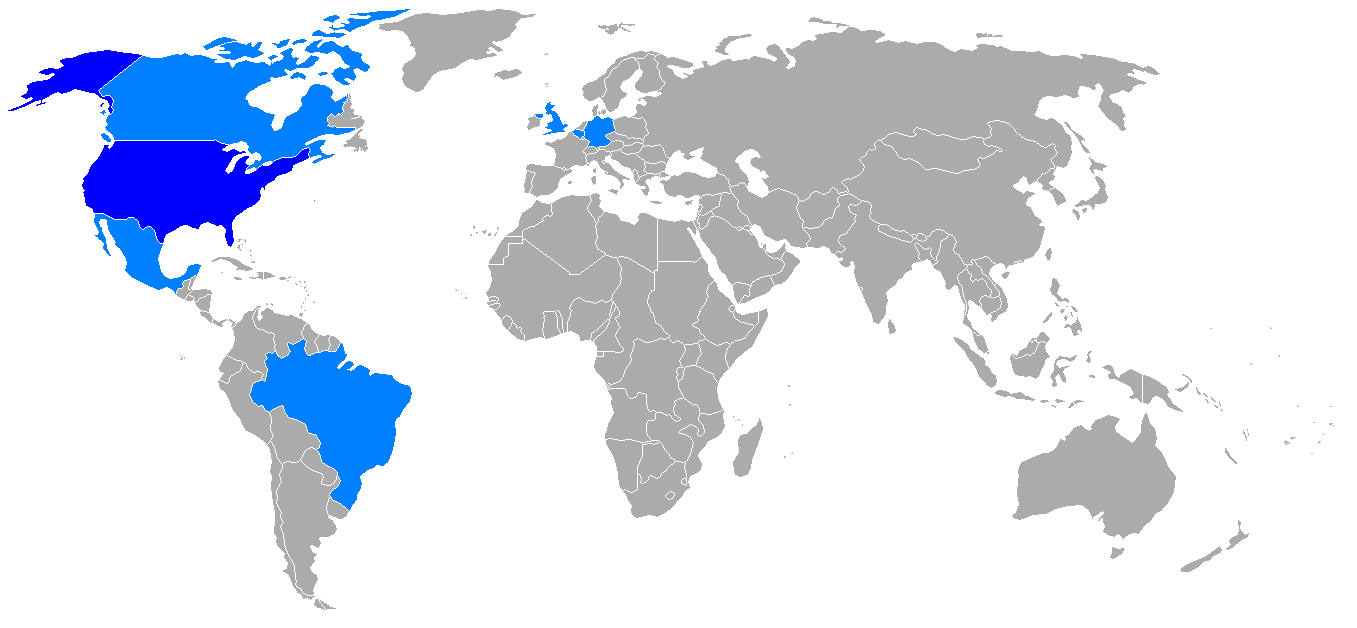
Pays visités par Truman sous sa présidence.

|   | Dates                     | Pays              | Lieux            | Détails |
| - | ------------------------- | ----------------- | ---------------- | --- |
| 1 | 15 juillet 1945           | Belgique          | Anvers Bruxelles | Escale en route vers Potsdam. |
| 1 | 16 juillet au 2 août 1945 | Allemagne occupée | Potsdam          | Conférence de Potsdam avec les Premiers ministres britanniques Winston Churchill et Clement Attlee et le dirigeant soviétique Joseph Staline.                |
| 1 | 2 août 1945               | Royaume-Uni       | Plymouth         | Rencontre informelle avec le roi George VI. |
| 2 | 23 au 30 août 1946        | Bermudes          | Hamilton         | Visite informelle. Rencontre avec le gouverneur général Ralph Leatham et visite des installations militaires américaines.                                    |
| 3 | 3 au 6 mars 1947          | Mexique           | Mexico           | Visite officielle. Rencontre avec le président Miguel Alemán Valdés.                                                                                         |
| 4 | June 10–12, 1947          | Canada            | Ottawa           | Visite officielle. Rencontre avec le gouverneur général Harold Alexander et le Premier ministre William Lyon Mackenzie King. Discours au Parlement canadien. |
| 5 | 1er au 7 septembre 1947   | Brésil            | Rio de Janeiro   | Visite officielle. Discours à la Conférence panaméricaine pour le maintien de la paix et de la sécurité continentales et au Congrès brésilien.               |

## Politique intérieure

### Transition économique
| Année   | Revenus | Dépenses | Surplus/ Déficit | PIB     | Dette en % du PIB |
| ------- | ------- | -------- | ---------------- | ------- | ----------------- |
| 1945    | 45,2    | 92,7     | −47,6            | 226,4   | 103,9             |
| 1946    | 39,3    | 55,2     | −15,9            | 228,0   | 106,1             |
| 1947    | 38,5    | 34,5     | 4,0              | 238,9   | 93,9              |
| 1948    | 41,6    | 29,8     | 11,8             | 261,9   | 82,6              |
| 1949    | 39,4    | 38,8     | 0,6              | 276,5   | 77,5              |
| 1950    | 39,4    | 42,6     | −3,1             | 278,7   | 78,6              |
| 1951    | 51,6    | 45,5     | 6,1              | 327,1   | 65,5              |
| 1952    | 66,2    | 67,7     | −1,5             | 357,1   | 60,1              |
| 1953    | 69,6    | 76,1     | −6,5             | 382,1   | 57,2              |
| Sources | [ 136 ] | [ 136 ]  | [ 136 ]          | [ 137 ] | [ 138 ]           |

Même si la présidence de Truman fut largement dominée par les affaires étrangères, le retour à une économie de paix était la principale priorité de son administration à la fin de l'année 1945. Dans le cadre de cette transition, Truman dut notamment gérer l'accroissement de la dette publique et la persistance de l'inflation. La fin de la Grande Dépression aux États-Unis avait en partie été corrélée à l'essor de l'économie de guerre qui avait démarré en 1940 et de nombreux observateurs estimaient que, compte tenu de la fin des hostilités, le pays allait connaître une nouvelle phase de déclin. En outre, alors que la population s'était très fortement investie dans l'effort de guerre, il n'y avait aucun consensus sur les méthodes à appliquer pour adapter l'économie au monde d'après-guerre, ni sur le degré d'implication du gouvernement fédéral dans la sphère économique. Une autre difficulté pour le président résidait dans le fait que le Congrès était dominé par une coalition conservatrice, formée de républicains et de démocrates sudistes conservateurs, qui s'opposait à de nombreuses mesures de politique intérieure de Truman et n'était pas favorable à un pouvoir exécutif fort. Cela n'empêcha pas Truman de soumettre au Congrès toute une série de mesures, en particulier une loi qui devait conférer au Comité sur les pratiques d'emploi équitables un statut permanent, mais la priorité accordée par la Maison-Blanche aux affaires étrangères empêcha Truman de défendre efficacement ses programmes auprès des élus du Congrès.
Une autre préoccupation de Truman fut de maintenir un taux de chômage aussi bas que possible. Près de deux millions de personnes avaient perdu leur emploi dans les jours qui suivirent la capitulation du Japon et cette situation risquait d'empirer dans les mois à venir. Dans ce contexte, les progressistes favorables au New Deal réclamèrent un interventionnisme assumé du gouvernement fédéral pour garantir le plein emploi, mais le Congrès adopta à la place la loi sur l'emploi de 1946, qui créait le Conseil des conseillers économiques et donnait au gouvernement la mission de « favoriser et promouvoir la libre entreprise concurrentielle et le bien-être général » ainsi qu'un « niveau d'emploi, de production et de pouvoir d'achat maximal ».
Les États-Unis avaient instauré un contrôle sur les prix et les salaires durant la guerre afin d'empêcher tout phénomène d'inflation ou de déflation incontrôlé. Avec le retour de la paix, certains membres de l'administration Truman souhaitaient mettre fin à ces contrôles afin de permettre au secteur privé d'embaucher à nouveau ; cependant, d'autres responsables craignaient qu'un arrêt brutal des contrôles fédéraux n'engendrât une inflation galopante. Truman adopta une solution intermédiaire en levant le blocage des prix sur divers produits non-essentiels dans les derniers jours de septembre 1945 tout en perpétuant d'autres contrôles jusqu'à la fin de l'année. De plus en plus inquiet au sujet de l'inflation, le président décréta de nouveaux contrôles sur plusieurs biens de consommation en décembre 1945, mais l'impopularité de ces mesures incita son gouvernement à rechercher d'autres moyens de contenir la bulle inflationniste, à commencer par une réduction des dépenses fédérales. En juillet 1946, l'inflation atteignit néanmoins 5,5 %, un record. Dans la foulée, Truman fit adopter une loi qui étendait sa capacité à instaurer un contrôle des prix sur d'autres biens et produits. En dépit d'un faible taux de chômage, l'agitation du monde du travail et l'inflation ― entre autres facteurs ― firent chuter la popularité de Truman et contribuèrent à la défaite des démocrates lors des élections de mi-mandat de 1946. À l'issue de ce scrutin largement favorable aux républicains, Truman annonça la fin de tous les contrôles sur les prix et les salaires, à l'exception des loyers.

## Échéances électorales

### Élections de mi-mandat de 1946
Alors que la cote de popularité de Truman était encore de 87 % en mai 1945, elle n'était plus que de 32 % un an plus tard. Confrontés aux importantes difficultés économiques et sociales de l'après-guerre, les démocrates furent sévèrement battus lors des élections de mi-mandat de novembre 1946. En effet, le Parti républicain, qui n'avait plus contrôlé une chambre du Congrès depuis l'arrivée au pouvoir de Franklin Roosevelt en 1933, devint majoritaire à la Chambre des représentants et au Sénat, le nombre de représentants républicains passant par exemple de 190 à 245 (contre 188 démocrates). La défaite de son parti porta un rude coup aux espoirs de Truman de faire appliquer sa politique intérieure. L'historien Robert Dallek considère toutefois les élections de 1946 comme le moment où Truman prit la pleine mesure de sa stature présidentielle et cessa de chercher à apaiser les différents segments de l'opinion publique.

### Élection présidentielle de 1948
Au printemps 1948, les taux d'approbation de Truman étaient de 36 % et le président était très largement considéré comme incapable de remporter l'élection de novembre. Les tenants du New Deal au sein du Parti démocrate dont le fils de Roosevelt, James Roosevelt (en), tentèrent de convaincre le parti de choisir le général Dwight D. Eisenhower, une personnalité très populaire dont les affiliations politiques étaient cependant inconnues. D'autres progressistes plaçaient leurs espoirs dans le juge de la Cour suprême William O. Douglas. Toutefois, tant Eisenhower que Douglas refusèrent d'être candidats et le mouvement Stop Truman fut incapable de désigner un autre champion.
Durant la convention nationale démocrate de 1948, Truman tenta d'unifier les délégations nordistes en ajoutant une vague revendication pour les droits civiques dans le programme du parti. Son initiative fut cependant éclipsée par l'action de progressistes qui, à l'instar du maire Hubert Humphrey de Minneapolis, convainquirent Truman et la convention d'adopter un programme engagé sur la voie des droits civiques. En réponse, bon nombre de délégués de l'Alabama et du Mississippi quittèrent la convention pour marquer leur désaccord. Imperturbable, Truman décrocha facilement la nomination et prononça un discours d'acceptation agressif attaquant le Congrès que Truman surnomma le Do Nothing Congress (« le Congrès qui ne fait rien »). Après le refus du juge William O. Douglas de devenir son colistier, Truman accepta le choix du sénateur du Kentucky, Alben W. Barkley, pour briguer la vice-présidence.

### Élections de mi-mandat de 1950
À l'occasion des deuxièmes élections de mi-mandat de la présidence de Truman, les républicains attaquèrent l'agenda législatif du président et sa gestion de la guerre de Corée. Cette stratégie leur permit de gagner plusieurs sièges à la Chambre des représentants et au Sénat mais fut insuffisante pour ravir aux démocrates la majorité dans les deux chambres du Congrès. Truman fut toutefois particulièrement ulcéré par les bonnes performances des candidats qui avaient fait campagne sur le maccarthysme.

### Élection présidentielle de 1952

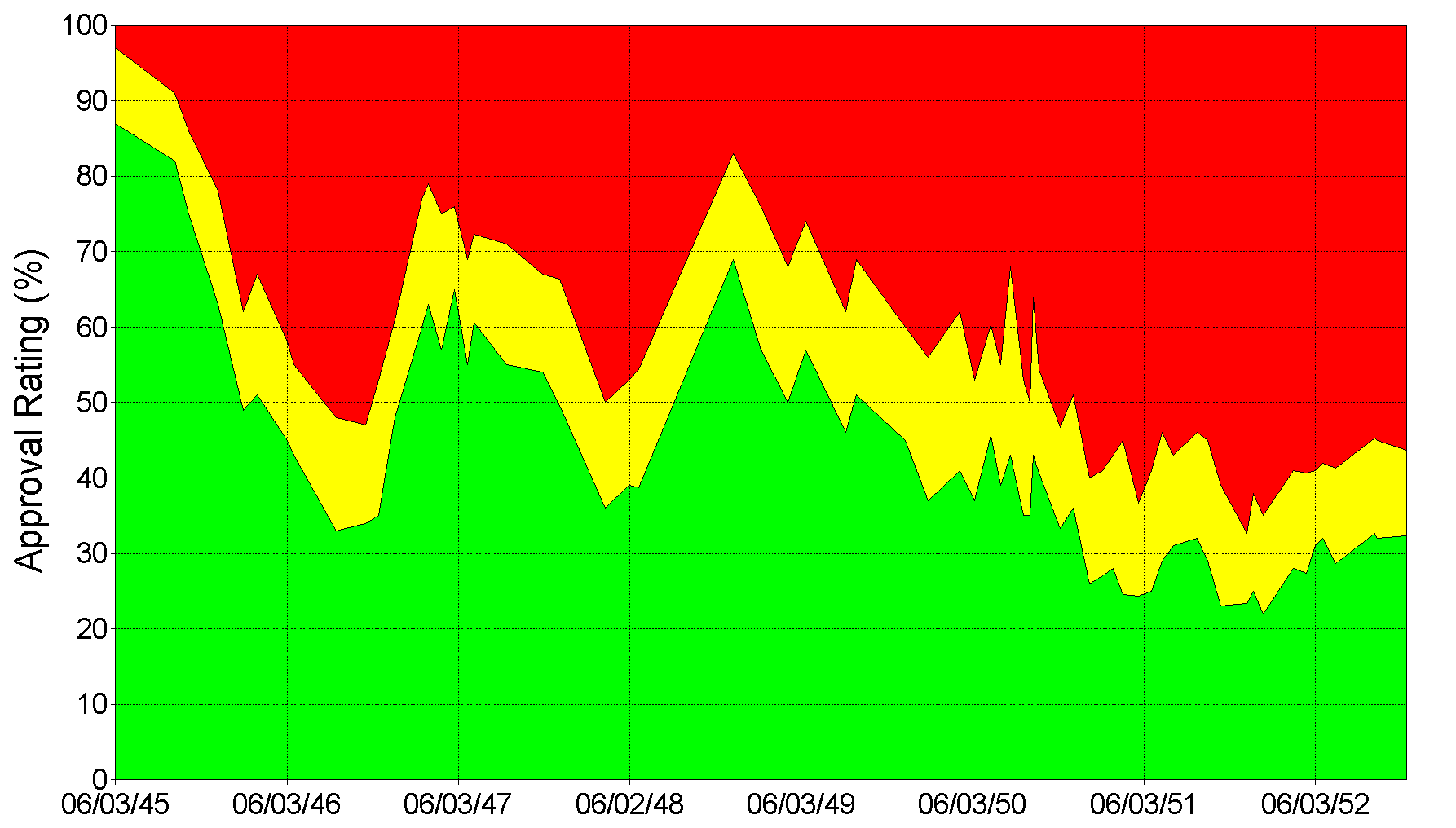
Cote de popularité de Truman sous sa présidence selon l'institut Gallup.

Au moment de la primaire de 1952 au New Hampshire, Truman n'avait pas encore levé le voile sur sa volonté de concourir ou non à sa réélection et aucun autre candidat ne pouvait se prévaloir de son soutien. En dépit de la ratification du XXIIe amendement de la Constitution, Truman était en effet libre de briguer un nouveau mandat en vertu d'une clause de grand-père qui excluait spécifiquement le président en exercice des dispositions de l'amendement. Le premier choix de Truman pour lui succéder à la Maison-Blanche, le juge en chef Fred M. Vinson, ne souhaitait pas faire campagne ; le gouverneur de l'Illinois, Adlai Stevenson, avait également décliné l'offre de Truman et le vice-président Barkley était jugé trop vieux. En outre, Truman n'avec aucune affection pour le sénateur du Tennessee, Estes Kefauver, qui s'était fait un nom en enquêtant sur les scandales de l'administration. Par conséquent, Truman laissa ses partisans présenter son nom à la primaire du New Hampshire. Très impopulaire, le président fut largement battu par Kefauver et annonça, 18 jours plus tard, qu'il ne se présenterait pas pour un troisième mandat. Truman parvint finalement à convaincre Stevenson de se présenter et le gouverneur obtint la nomination lors de la convention démocrate de 1952.
Du fait de sa popularité et de son absence de positionnement sur les questions de politique intérieure, le général Dwight D. Eisenhower avait été courtisé tant par les démocrates que par les républicains pour les représenter lors de la précédente élection de 1948. Quoique globalement satisfait de la politique étrangère de Truman, les vues d'Eisenhower sur la plupart des sujets de société étaient toutefois conservatrices et ce dernier n'envisagea jamais sérieusement de concourir sous la bannière démocrate. À partir de 1951, les républicains internationalistes de la côte Est, menés par Thomas Dewey et Henry Cabot Lodge Jr., se mobilisèrent afin de permettre à Eisenhower d'être désigné en tant que candidat de leur parti à la prochaine échéance présidentielle. D'abord réticent, Eisenhower accepta, en mars 1952, que son nom soit présent sur les bulletins de vote de la primaire du New Hampshire, en partie afin d'empêcher la victoire de Robert Taft, son principal rival dans la course à la nomination républicaine. Les primaires républicaines de 1952 se transformèrent ainsi en un duel entre l'aile internationaliste du parti, conduite par Dewey, et l'aile conservatrice et isolationniste incarnée par Taft. Eisenhower l'emporta en définitive de justesse sur Taft à la convention nationale républicaine ; avec l'accord du général, le sénateur de Californie Richard Nixon fut choisi par les délégués en tant que candidat à la vice-présidence.

Résultats de l'élection présidentielle américaine de 1952.

Les relations entre Truman et Eisenhower, autrefois bonnes, se détériorèrent pendant la campagne. Ainsi, Truman fut outré lorsqu'Eisenhower accepta de partager la scène avec le sénateur McCarthy dans le Wisconsin et ne fit rien pour défendre le général George Marshall que McCarthy avait récemment accusé d'avoir complètement échoué en Chine. Parallèlement, Eisenhower fut ulcéré quand Truman, lors d'un rassemblement de soutien à Stevenson, accusa l'ancien général de fermer les yeux sur les « forces sinistres… antisémitisme, anticatholicisme et xénophobie » au sein du Parti républicain.
Même si nombre de progressistes étaient séduits par la carrière de Stevenson et sa campagne axée sur les sujets de fond, le candidat démocrate ne parvint pas à fédérer autour de lui les Noirs, les Blancs ethniques et la classe ouvrière. De son côté, Eisenhower fit campagne contre ce qu'il estimait être les échecs de Truman : « Corée, communisme et corruption ». Les sondages prédisaient tous la victoire d'Eisenhower et Nixon esquiva de manière habile une controverse potentiellement dangereuse sur ses finances personnelles par son « discours de Checkers », diffusé en direct à la télévision nationale. En partie du fait de cette allocution, le petit écran joua un rôle important dans le déroulement de la campagne, le nombre de foyers équipés d'une télévision étant passé de moins de 200 000 en 1948 à plus de 15 millions en 1952. Le résultat de l'élection fut sans surprise : Eisenhower l'emporta largement sur Stevenson avec 55,4 % du vote populaire et 442 votes de grands électeurs et fut déclaré vainqueur dans presque tous les États à l'exception du Sud. Le Parti républicain devint, dans le même temps, majoritaire à la Chambre des représentants et au Sénat, donnant à ce parti le contrôle unifié de la présidence et du Congrès pour la première fois depuis les élections législatives de 1930.